# Liden storkenæb
Liden storkenæb (Geranium pusillum) er en enårig, 10-30 centimeter høj plante i storkenæb-familien. Den er tæt fløjlshåret af ens lange hår. I Danmark er arten almindelig på tør kulturjord.